# Referéndums de Terranova de 1948
Los referéndums de Terranova de 1948 fueron una serie de dos referéndums para decidir el futuro político del Dominio de Terranova. Antes de los referéndums, Terranova estaba endeudada y pasó por varias delegaciones para determinar si el dominio se uniría a Canadá ("confederación"), se mantuviera como Dominio británico o recuperaría la independencia. Los referéndums fueron realizados los días 3 de junio y 22 de julio de 1948. El resultado de estos fue que Terranova se uniera a la Confederación, lo cual hizo el 31 de marzo de 1949, volviéndose la décima provincia de Canadá.

## Antecedentes
Terranova fue la primera región de lo que se convertiría en Canadá en ser colonizada por europeos, pero fue la última en obtener un gobierno representativo local o un autogobierno. En 1832, recibió un gobierno representativo local en la forma de un cuerpo de funcionarios elegidos localmente y supervisados por un gobernador.En 1855, los británicos concedieron un autogobierno, en cual el gobierno es responsable ante un cuerpo legislativo local y los funcionarios electos ocupan puestos ministeriales.
Terranova no envió convencionales a la convención de Charlottetown de 1864, la cual debía discutir una unión de colonias marítimas. Más tarde ese año, Terranova envió convencionales a la convención de Quebec de 1864, convocada por John A. Macdonald para discutir la posibilidad de unir a las colonias de la Norteamérica británica. Los dos convencionales de Terranova, Frederick Carter y Ambrose Shea, apoyaron la propuesta de unir dichas colonias bajo el nombre de Canadá. Sin embargo, dicha opción no contaba con gran apoyo popular en Terranova, y el gobierno de Terranova decidió no enviar convencionales a la convención de Londres de 1866, en la que el gobierno británico y las colonias acordaron los términos de la Ley de la Norteamérica británica. El Partido Anti-Confederación ganó las decisivas elecciones de 1869. En 1907, Terranova se convirtió en un Dominio, separado del Dominio de Canadá.
Entre las décadas de 1920s y 1930s, Terranova se encontraba endeudada por aproximadamente 40 millones de Dólares terranovense,y al borde del colapso económico. Una comisión recomendó "dar a Terranova un descanso de la política partidista"y que Terranova pase a ser gobernada por una Comisión de gobierno, dicha comisión sería presidida por un gobernador y sería integrada por 3 representantes de Terranova y 3 representantes del gobierno británico.El Reino Unido apoyó esta recomendación y acordó hacerse cargo de la deuda de Terranova. Dicha comisión de gobierno asumió el poder el 16 de febrero de 1934.
La prosperidad regresó cuando el gobierno británico invitó a que estadounidenses establezcan bases militares en la isla entre 1941 y 1945. El 11 de junio de 1941 entró en vigor en toda Terranova la Ley de Bases Estadounidenses. Las chicas Terranovenses se casaban en masa con el personal estadounidense.En 1948 se fundó un efímero pero fuerte partido político el cual proponía una unión económica entre Terranova y Estados Unidos.
El gobierno británico; deseoso de recortar gastos tras la Segunda Guerra Mundial, esperaba que Terranova decidiera unirse a la confederación canadiense para así poner fin a la comisión de gobierno.Terranova primero trató que Canadá lo ayudara a recuperar su autogobierno. Sin embargo, el gobierno Canadiense no estaba interesado en dar ayudas económicas a Terranova a menos que Terranova se uniera a la confederación.
Los británicos no querían que su colonia terranovense fuera anexada por Estados Unidos, y el gobierno canadiense; a pesar de estar convencido de que anexar Terranova no beneficiaria económicamente a Canadá; pensó que la anexión canadiense sería el mal menor en comparación con la perspectiva de que Terranova fuera anexado a Estados Unidos y que Canadá quedara completamente rodeado por Estados Unidos.
La Unión con Estados Unidos no era una opción en el referéndum, a pesar de tener algo de apoyo entre los locales. Con el surgimiento de la Guerra Fría, los intereses estadounidenses en Terranova estaban primariamente centrados en su posición estratégica para la defensa de América del Norte. La presencia de bases estadounidenses en la Isla satisfacía dichos intereses. Después de recibir garantías por parte del gobierno canadiense honraría los arrendamientos de bases en Terranova, el Departamento de Estado de Estados Unidos ya no tenía ningún interés en el futuro político de Terranova.La administración Truman tenía pocos incentivos para buscar la anexión. En cuanto a la política exterior, tal ambición territorial sólo hubiera servido para enemistarse con dos aliados clave. Con respecto a la política interna, el gobierno probablemente no habría podido convencer al Congreso de que ofreciera el estatus de estado a Terranova debido a su pequeña población y a su aislamiento geográfico del resto de los 48 estados existentes en ese momento, y probablemente no habría podido convencer a los terranovenses de aceptar el estatus de territorio estadounidense como alternativa a la admisión de Terranova como estado de los Estados Unidos.

## Convención Nacional Terranovense
En 1946 el gobierno británico decidió dejar que los terranovenses deliberen y elijan su propio futuro a través de la convocatoria a una Convención Nacional. Dicha convención sería presidida por el Juez Cyril J. Fox estaría integrada por 45 miembros electos, uno de dichos miembros fue el futuro primer premier de Terranova, Joey Smallwood.
La convención estableció comisiones para estudiar cual debía ser el futuro de Terranova. Muchos miembros asumieron que la decisión final debía tomarse cerca del final de sus deliberaciones, pero el cronograma se alteró cuando Smallwood a través de una moción propuso que la Convención enviara una delegación a Ottawa para discutir una unión en octubre de 1946.Su moción fue derrotada, ya que solo recibió el apoyo de 17 convencionales, aun que la convención posteriormente decidió enviar delegaciones a Londres y Ottawa.

### Delegación a Londres

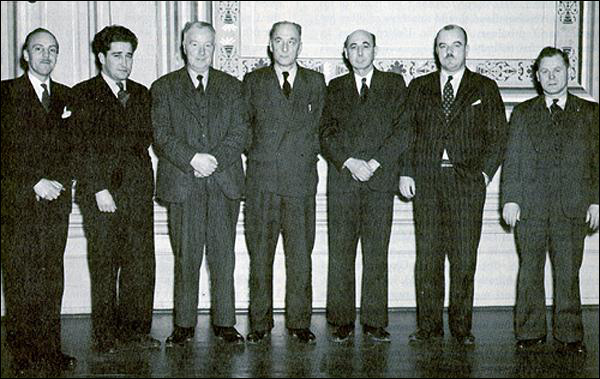
Miembros de la delegación a Londres

La delegación a Londres, compuesta por miembros opuestos a la confederación, preferían que Terranova se volviera independiente en vez de unirse a Canadá.El grupo dejó Terranova el 25 de abril de 1947, y se encontró con la delegación británica; encabezada por el Secretario de los Dominios, Visconde Addison. La respuesta británica a la delegación fue que no les darían ayuda económica a Terranova en caso de que se restableciera el autogobierno. el líder la delegación terranovense, Peter Cashin, dio un discurso enojado en la convención el 19 de mayo; reclamando la existencia de una conspiración para vender Terranova a Canadá.

### Delegación a Ottawa
La delegación a Ottawa, compuesta por miembros que apoyaban la confederación; incluido Smallwood, preferian que Terranova se uniera a Canadá en vez la independencia.Las negociaciones entre ellos y Ottawa empezaron el 24 de junio de 1947 con el objetivo de quedarse en Ottawa hasta conseguir un acuerdo para la entrada de Terranova. Ottawa se mostró reticente al principio porque sentían que la delegación no era una representación oficial del Dominio de Terranova, pero el Gabinete Federal finalmente decidió iniciar las negociaciones el 18 de julio. A mediados de agosto, el acuerdo sobre los términos preliminares estaba casi completo. Sin embargo, con la muerte de Frank Bridges, ministro del primer ministro William Lyon Mackenzie King de Nuevo Brunswick, las negociaciones terminaron efectivamente. King se negó a seguir negociando hasta que Nuevo Brunswick tuviera representación, por lo que la delegación regresó a St. John's.

### Regreso a St. John's
La convención se volvió a reunir el 10 de octubre y Smallwood presentó el informe de su delegación, enfuereciendo a los opuestos a la confederación.Justo cuando la convención decidió debatir el informe de la delegación, llegó el borrador de los términos de Ottawa. Ottawa ofreció hacerse cargo de la mayoría de la deuda, negociar un acuerdo fiscal y delimitar que servicios iban a quedar en la jurisdicción provincial.

## Los Referéndums
Terranova recomendó al gobierno británico la realización de un referéndum sobre el futuro de Terranova. Londres estuvo de acuerdo en que la realización de un referéndum era una buena idea y dejó que la convención terranovense decidiera cuales serían las opciones de dicho referéndum. Originalmente, la convención decidió que las opciones fueran la restauración del autogobierno y la continuación de la comisión de gobierno.
El 23 de enero de 1948 Smallwood presentó una moción la cual añadiría una tercera opción; dicha tercera opción sería la unión a la confederación canadiense. El debate acabó el 28 de enero a las 5:30 a. m., con la moción siendo derrotada con 16 votos a favor y 29 en contra.El gobierno británico intervino en marzo; declarando nula la decisión de la convención terranovense y por consecuencía; el añadimiento de la opción de la unión a la confederación.Lo hicieron después de haber argumentado que: "No sería correcto que se privara al pueblo de Terranova de la oportunidad de considerar la cuestión en el referéndum".

### Facciones
Las tras facciones principales realizaron campaña activamente durante la preparación del referéndum. Una facción; liderada por Smallwood, fue la denominada Asociación Confederada (CA) abogando por entrar en la confederación. Estos realizaron campaña a través del Periódico llamando The Confederate. otra facción fue la denominada Liga del Gobierno Responsable(RGL), liderada por Peter Cashin, abogaba por la independencia de Terranova con la restauración del autogobierno. Ellos también tenían su periódico; denominado The Independent. Un tercer y pequeño Partido de la Unión Económica (EUP), liderado por Chesley Crosbie, abogaba por más lazos económicos con Estados Unidos.

### El Primer Referéndum
El primer referéndum fue realizado el 3 de junio de 1948. El resultado fue el siguiente:
| Opción                              | Votos   | %    |
| ----------------------------------- | ------- | ---- |
| Gobierno Responsable (Autogobierno) | 69,400  | 44.5 |
| Confederación con Canadá            | 64,066  | 41.1 |
| Comisión de Gobierno (Statu quo)    | 22,331  | 14.3 |
| Total de Votos/participación        | 155,797 | 88   |

### El Segundo Referéndum
Debido a que ninguna opción obtuvo la mayoría absoluta, se realizó un segundo referéndum que oficiaría de balotaje entre las dos opciones más votadas. dicho referéndum se llevó a cabo el 22 de julio de 1948. Ambas partes reconocieron que habían votado más personas en contra del autogobierno que a favor de él, lo que alentó a la CA y desanimó a sus oponentes, aun que la RGL y el EUP ahora se convirtieron en aliados. Los confederados dieron amplia publicidad a la fuerte oposición del arzobispo católico E. P. Roche a la confederación y persuadieron a la Orden de Orange para que aconsejara a los protestantes que resistieran la influencia católica. La CA también acusó a los opuestos a la confederación de Anti-Británicos y Republicanos, llamó a la confederación con Canadá como "Unión Britanica". Como respuesta; los opuestos a la confederación argumentaron que "Confederación significa Unión Britanica con la Canadá Francesa".
El resultado fue el siguiente:
| Opción                              | Votos   | %    |
| ----------------------------------- | ------- | ---- |
| Gobierno Responsable (Autogobierno) | 71,334  | 47.7 |
| Confederación con Canadá            | 78,323  | 52.3 |
| Total de Votos/participación        | 149,657 | 85   |

## Reacciones a los referéndums
Tras la victoria de la opción confederal; Terranova reactivó las negociaciones con Canadá para entrar en la confederación. una vez concluidas las negociaciones, el gobierno británico recibió los términos y la Ley de la Norteamérica británica de 1949 fue aprobada por el parlamento británico y promulgada por el Rey. Terranova oficialmente se unió a Canadá en la medianoche del 31 de marzo de 1949.Dos meses después se realizaron elecciones a la asamblea legislativa local, en estas elecciones resultaría triunfante el Partido Liberal liderado por Smallwood; este ejercería el cargo de premier de Terranova hasta la década de los 70s. las reacciones a la confederación fueron mixtas.
Terranova como provincia obtuvo algunas garantías importantes como parte de la Unión. según lo dictaminado por el Comité Judicial del Consejo Privado en 1927, Canadá acordó; tras un par de negociaciones; poner a Labrador bajo la jurisdicción de Terranova.Estos compromisos se trasladaron también a otras áreas, tales como el ferry entre Port aux Basques y North Sydney, y gartantizó que Terranova pudiera seguir produciendo, fabricando y vendiendo Margarina, un producto controvertido en aquel momento.
Canadá dio la bienvenida a Terranova en la confederación, tal como se puede evidenciar en el editorial del The Globe and Mail del 1 de abril de 1949:

La Unión con Terranova; como todos saben; completa el sueño de Los Padres de la Confederación. Este periódico está seguro de que los canadienses reciben con todo el corazón a sus nuevos compatriotas. Que la unión sea para siempre una bendición para Canadá y para la isla que está cediendo su antigua independencia, pero no su identidad, para pertenecer a una fraternidad más amplia.

Una editorial del Montreal Gazette también dio la bienvenida a Terranova, diciendo:

Para los canadienses mañana sera un día de bienvenida. Porque este es el día en que se añade una décima provincia al Dominio de Canadá. El lema canadiense tendrá más significado que nunca, elegido por Sir Leonard Tilley a partir de las palabras de Isaías que describen el dominio que se extiende 'de mar a mar'.

El Vancouver Sun también reflejó en los resultados, diciendo:

Hoy un sueño de grandeza, presente en las mentes de Los Padres de la Confederación hace mas de 80 años, se hace realidad. Terranova por fin es parte de Canadá.

## Lectura adicional
Turning points : the campaigns that changed Canada : 2004 and before